# Chambry, Aisne
Chambry är en kommun i departementet Aisne i regionen Hauts-de-France i norra Frankrike. Kommunen ligger  i kantonen Laon-Nord som ligger i arrondissementet Laon. År 2022 hade Chambry 831 invånare.

## Befolkningsutveckling
Antalet invånare i kommunen Chambry
Referens: INSEE